# Dream, After Dream
| Recensione              | Giudizio    |
| ----------------------- | ----------- |
| AllMusic                | [ 1 ]       |
| Sputnikmusic            | 3.5 (Great) |
| Dizionario del Pop-Rock | [ 3 ]       |
| 24.000 dischi           | [ 4 ]       |

Dream, After Dream è una colonna sonora, incisa dalla band Journey per il film giapponese (Yume, Yume No Ato), pubblicata nel dicembre 1980 dalla Columbia Records.
Si tratta dell'ultima registrazione con il tastierista, e membro fondatore del gruppo, Gregg Rolie (sarà sostituito da Jonathan Cain).

## Tracce
Lato A
1. Destiny – 8:06 (Neal Schon, Steve Perry)
2. Snow Theme – 3:25 (Ross Valory)
3. Sandcastles – 4:42 (Gregg Rolie, Steve Perry)
4. A Few Coins – 0:40 (Gregg Rolie, Neal Schon, Steve Smith, Steve Perry, Ross Valory)

Lato B
1. Moon Theme – 3:57 (Neal Schon, Steve Perry)
2. When the Love Has Gone – 4:02 (Neal Schon)
3. Festival Dance – 0:44 (Gregg Rolie, Neal Schon, Steve Smith, Steve Perry, Ross Valory)
4. The Rape – 2:11 (Ross Valory)
5. Little Girl – 5:48 (Neal Schon, Steve Perry, Gregg Rolie)

## Formazione
- Steve Perry - voce solista, accompagnamento vocale
- Gregg Rolie - tastiere, armonica
- Neal Schon - chitarre, voce
- Ross Valory - basso, pianoforte, recorder
- Steve Smith - batteria, percussioni

Musicisti aggiunti
- Matthew A. Schon - arrangiamenti e conduttore strumenti a fiato e strumenti ad arco
- Takashi Fukumori - violino
- Katsuhiko Ijiri - violino
- Takashi Kato - violino
- Youichiro Kobayashi - violino
- Takao Ochiai - violino
- Hachiro Ohmatsu - violino
- Kiyoshi Ohsawa - violino
- Masatsugu Shinozaki - violino
- Toshiki Fujisawa - violoncello
- Hiroto Kawamura - violoncello
- Tsunchiko Niwa - violoncello
- Kazuo Okamoto - violoncello
- Shunichi Hirayama - viola
- Katsuhiro Shinoda - viola
- Tatsuya Takizawa - viola
- Hiroshi Watanabe - viola
- Toshio Araki - tromba
- Susumu Kazuhara - tromba
- Yoshikazu Kishi - tromba
- Kunitoshi Shinohara - tromba
- Kenji Yoshida - tromba
- Takatoki Yoshioka - tromba
- Eiji Arai - trombone
- Hirotaka Fukui - trombone
- Yasushi Harada - trombone
- Yasuo Hirauchi - trombone
- Tadataka Nakazawa - trombone
- Sumio Okada - trombone
- Yasuyo Ito - corno
- Yasuhiro Okita - corno
- Masayuki Yamashiro - corno
- Keiko Yamakawa - arpa
- Takeshi Ito - sassofono alto solo

Note aggiuntive
- Journey e Kevin Elson - produttori
- Registrato al CBS/Sony Shinanomachi Studios di Tokyo, Giappone
- Kevin Elson - ingegnere delle registrazioni e del mixaggio
- Akira Fukada - primo ingegnere delle registrazioni
- Koichi Yoshimura - secondo ingegnere delle registrazioni
- Eiji Taniguchi - ingegnere alla masterizzazione
- Daphne Graham - assistente tecnico
- Geoff Workman - ingegnere della base del brano: Little Girl
- Kenzo Takada e Aki Morishita - ideazione copertina
- Taul Sato e Yoshihiro Tsuchiya - art direction e design album
- Koichi Kubodera - illustrazione copertina
- Masatada Nagaki - fotografie interne copertina album[6]